# Spyglass Media Group
Spyglass Media Group, LLC (раніше Spyglass Entertainment) — американська незалежна кінокомпанія, заснована в 1998 році Гері Барбер та Роджер Бірнбаум.
Першим випуском компанії став драматичний фільм -трилер «Інстинкт» (1999). Того ж року їй вдалося створити драматичний психологічний жах М. Найт Ш'ямалан «Шосте відчуття», який зібрав у всьому світі 661 млн доларів.
У 2002 році компанія запустила телевізійний підрозділ, 13-серійний телевізійний драматичний серіал «Чудеса»-один із серіалів, створених підрозділом.

## Іноземний дистриб'ютор
- Village Roadshow (2003-2007): Австралія, Нова Зеландія та Греція
- Canal+: Франція, Бенілюкс, Швеція та Польща
- Sogecable: Іспанія
- Pony Canyon: Японія
- Lusomundo: Португалія
- Forum: Ізраїль
- Ster-Kinekor: Південна Африка[4]